# Naturam expellas furca, tamen usque recurret
La locuzione latina Naturam expellas furca, tamen usque recurret, tradotta letteralmente, significa: "Scaccerai la natura col forcone, tuttavia ritornerà sempre" (Orazio, Epist., I, 10, 24).
La locuzione, in senso traslato, indica che non vi è cosa più difficile che spogliarsi delle proprie attitudini naturali.